# Jugoslavisk dinar
Jugoslavisk dinar (förkortat din./дин. – serbiska, makedonska: Југословенски динар (Jugoslovenski dinar), bosniska, kroatiska: Jugoslavenski dinar, slovenska: Jugoslovanski dinar) var den valuta som användes i Jugoslavien fram till 1991 då nationen delades, och i Serbien och Montenegro fram till 2003. Valutakoden var YUD, YUN och YUR. Valutaenheten 1 dinar indelades i 100 para.
Valutan infördes 1920 då Jugoslavien grundades och ersatte den tidigare jugoslaviska krunan som infördes 1918 i det nybildade Kungariket Jugoslavien. År 1944 återinfördes dinaren när Jugoslavien återbildades efter andra världskriget.

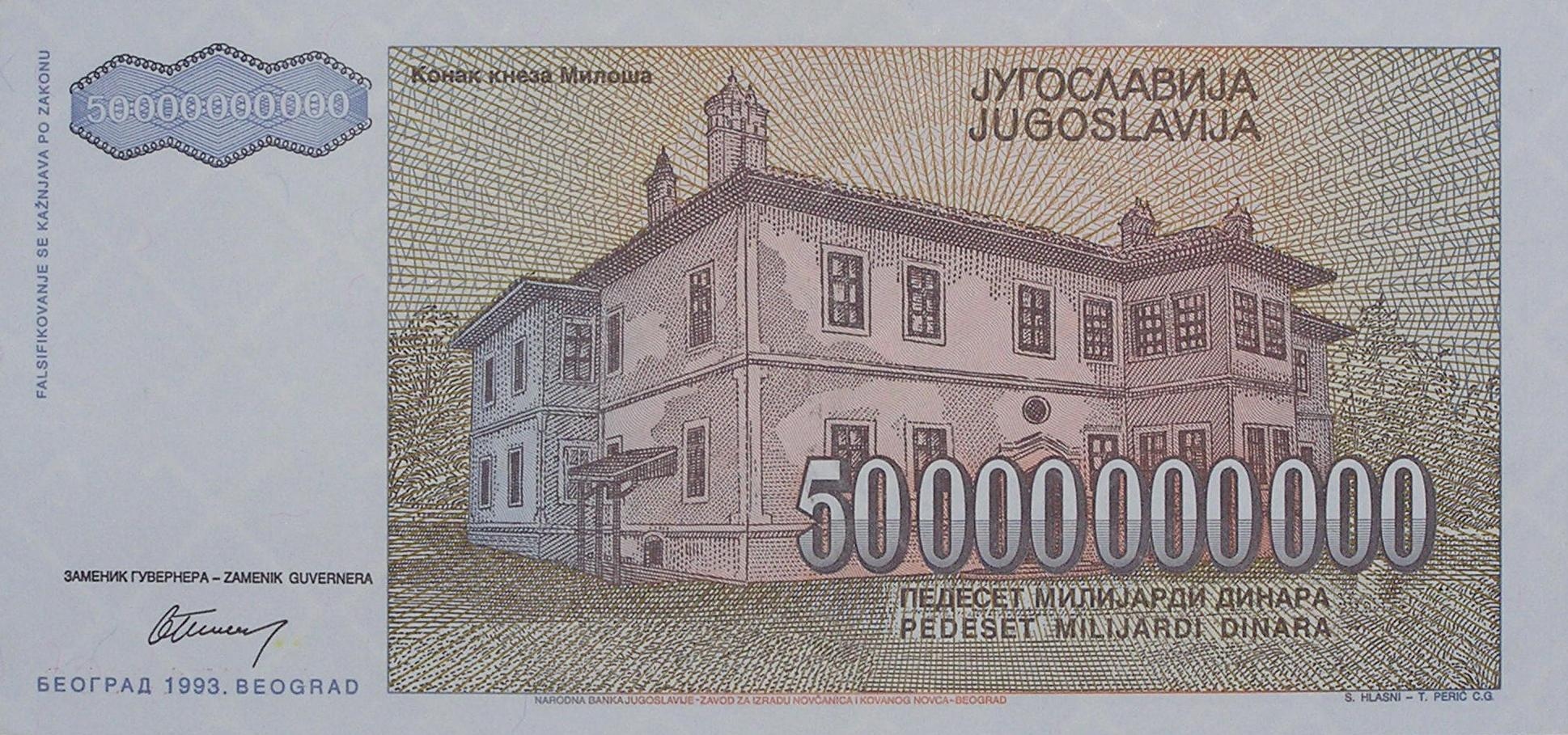
En sedel från 1993 med valören 50 000 000 000 dinarer.

Valutan drabbades senare av extrem inflation och byte form under upprepade reformer:
- 1965: byte till ny dinar, varvid en ny dinar var värd 100 gamla
- 1990: 1 ny dinar = 10 000 gamla dinarer
- 1992: 1 ny dinar = 10 gamla dinarer
- 1993: 1 ny dinar = 1 000 000 gamla dinarer
- januari 1994: 1 ny dinar = 1 000 000 000 gamla dinarer
- juli 1994: 1 ny dinar = 12 000 000 gamla dinarer då valutan stabiliserades.

Bosnien och Hercegovina, Kroatien, Nordmakedonien och Slovenien införde nya valutor då de blev självständiga medan dinaren kvarstod som valuta i Serbien och Montenegro fram till 2003 då man övergick till serbisk dinar.
De självstyrande områdena Montenegro och den autonoma provinsen Kosovo övergick till D-mark och den jugoslaviska dinaren avskaffades senare. Republika Srpska Krajina och Republika Srpska införde under en kort tid egna valutor.

## Användning
Valutan gavs ut av Narodna Banka Jugoslavije (NBJ) som grundades 1884. NBJ ombildades 2003 till Narodna banka Srbije (NBS). Banken har sitt huvudkontor i Serbiens huvudstad Belgrad.

## Valörer
- mynt fanns i valörerna 1, 2, 5, 10, 20, 50 och 100 dinarer
- underenhet användes ej vid bytet till bland annat den serbiska dinaren, men tidigare nyttjades para
- sedlar fanns i valörerna 10, 20, 50, 100, 200, 1000 och 5000 dinarer, vid inflationen fanns det valörer upp till 500 000 000 000